# Sociedad Geográfica Española

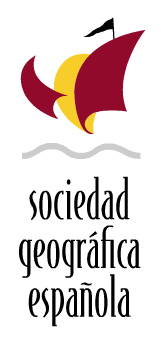
Logotipo de la Sociedad Geográfica Española

La Sociedad Geográfica Española se funda en 1997, y es una asociación sin ánimo de lucro  declarada de Utilidad Pública por el Ministerio de Interior en 2012. Su presidente actual es Juan Ignacio Entrecanales.
Las actividades de la SGE incluyen expediciones, viajes, conferencias, seminarios, tertulias de viajes, publicaciones especializadas, una activa web para sus miembros, una revista cuatrimestral, proyectos de investigación y de exploración y cursos de diferentes disciplinas relacionadas con la Geografía y los viajes (botánica, astronomía, cartografía, orientación, supervivencia). También concede desde 1997 unos premios anuales. Para todo ello se mantienen estrechos vínculos de colaboración con otras Sociedades Geográficas de todo el mundo y con diversas asociaciones e instituciones de ámbito nacional e internacional.

## Premios anuales de la SGE
Desde 1998, los Premios de la SGE reúnen una vez al año a todas las personas e instituciones vinculadas en nuestro país al mundo del viaje, la investigación geográfica y la exploración.
Los Premios siguen el espíritu fundacional de esta institución expresado en sus estatutos: "La Sociedad Geográfica Española pretende llevar al ánimo de los españoles la recuperación de la historia geográfica española en el mundo, ampliar el conocimiento geográfico, histórico y social de los pueblos, propiciar el contacto humano y la comprensión hacia las distintas costumbres y formas de vida y convertirse en el motor de proyectos viajeros que sirvan a la investigación, la ciencia, el arte y la cultura".
Desde la primera edición, en 1998, la Sociedad Geográfica Española concede sus premios anuales. Su entrega se ha convertido en el acontecimiento de mayor prestigio y trascendencia de la SGE. 
Los actos han sido presentados por periodistas de la talla de Paco Lobatón, Fernando Schwartz, Concha García-Campoy o Ely del Valle y en la ceremonia se dan cita destacadas personalidades del mundo de la cultura, el viaje, la investigación y la vida social española.

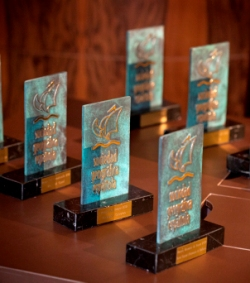
Galardones que la SGE entrega anualmente a sus Premiados.

Con motivo del décimo aniversario de la Sociedad Geográfica Española, en 2007 asistieron a la entrega de los galardones sus Altezas Reales los Príncipes de Asturias, quienes aceptaron la presidencia de estos Premios y dirigieron un discurso a los asistentes al acto.
Asimismo, con motivo del vigésimo aniversario de la fundación de la SGE en 2017, la Reina Doña Sofía presidió la Gala de entrega de los Premios.
En 2019 el Rey Don Felipe presidió la entrega de los Premios.

###### Premiados por categorías
PREMIO INTERNACIONAL: 1998: Thor Heyerdahl; 1999: Maurize Herzog; 2001: Biruté Galdikas; 2002: Compañía de Jesús; 2003: Sydney Possuelo; 2004: Reinhold Messner; 2005: Sylvia Earle; 2006: Sir David Attenborough; 2007: Walter Bonatti; 2008: Meave Leakey; 2009: Michel Peissel; 2010: Frank Drake; 2011:Christina Dodwell; 2012: Borge Ousland; 2013: Polly Wiessner; 2014: Colin Thubron; 2015: Victor Boyarsky; 2016: Robert D. Kaplan; 2017: Mike Horn; 2018: Selma Huxley; 2019-2020: Walter Alva; 2021-2022: Sylvain Tesson; 2023: Siila Watt-Cloutier.

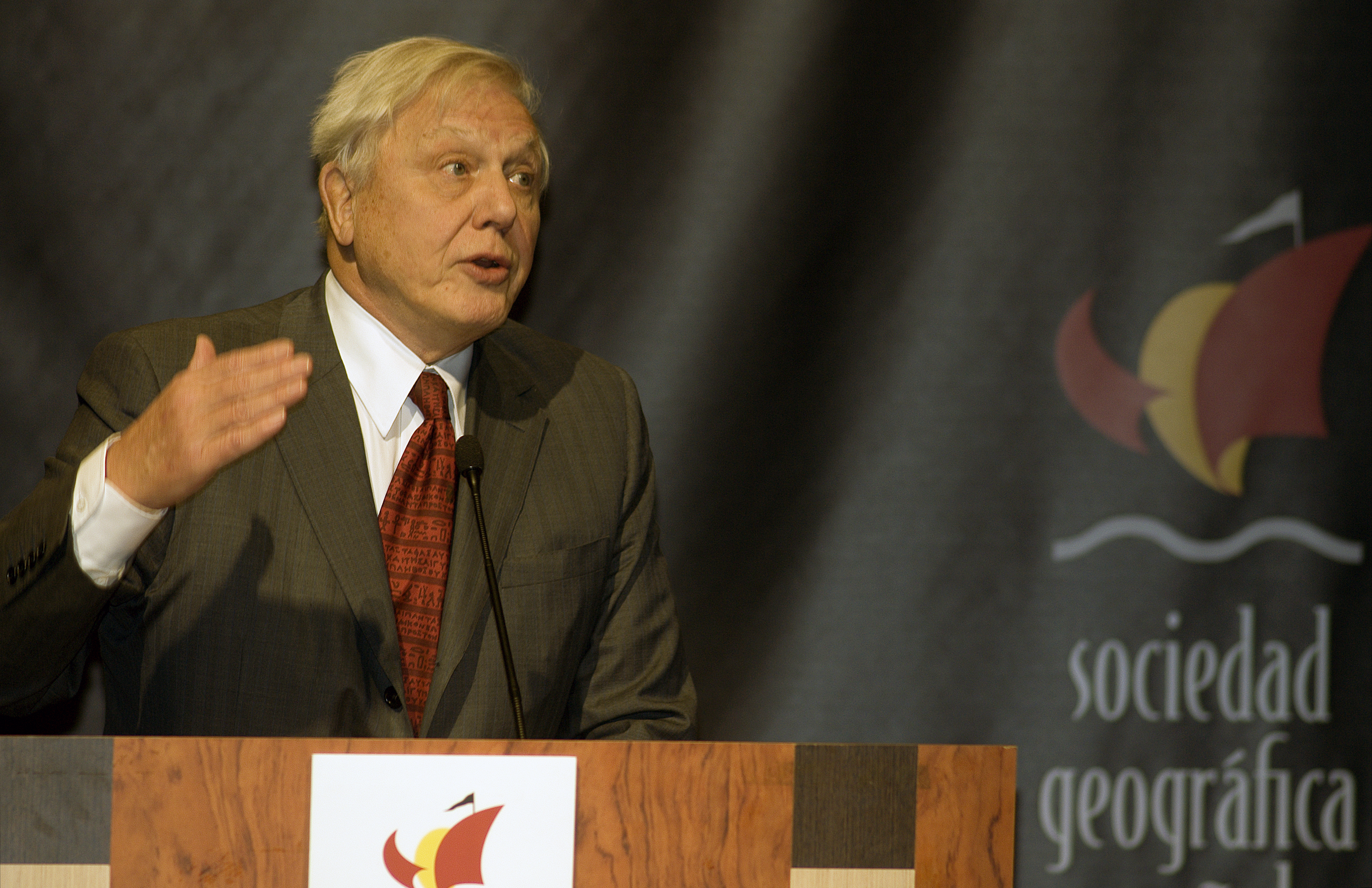
Sir David Attenborough durante el discurso de agradecimiento de los Premios SGE 2006, celebrados el 26 de febrero de 2007 en Madrid.

PREMIO NACIONAL: 1998: Josefina Castellví; 1999: Jordi Savater Pí; 2000: Miguel de la Quadra Salcedo; 2001: Eduardo Martínez de Pisón; 2002: Juan Luis Arsuaga; 2003: Real Sociedad de Alpinismo Peñalara y Centre Excursionista de Catalunya; 2004: Vital Alsar; 2005: Carlos Soria; 2006: Pedro Duque; 2007: Luis Arranz; 2008: Jerónimo López; 2009: Mª Carmen Pérez Díe; 2010: Edurne Pasabán; 2011: Joaquín Araujo; 2012: Salvador Rivas Martínez; 2013: Adolfo Eraso; 2014: Josefina Gómez-Mendoza; 2015: Juan Pérez Mercader; 2016: Horacio Capel; 2017: Mª Antonia Colomar; 2018: Asunción Sánchez Justel; 2019-2020: Rebeca Atencia; 2021-2022: Rafael Mata; 2023: Juanjo San Sebastián.

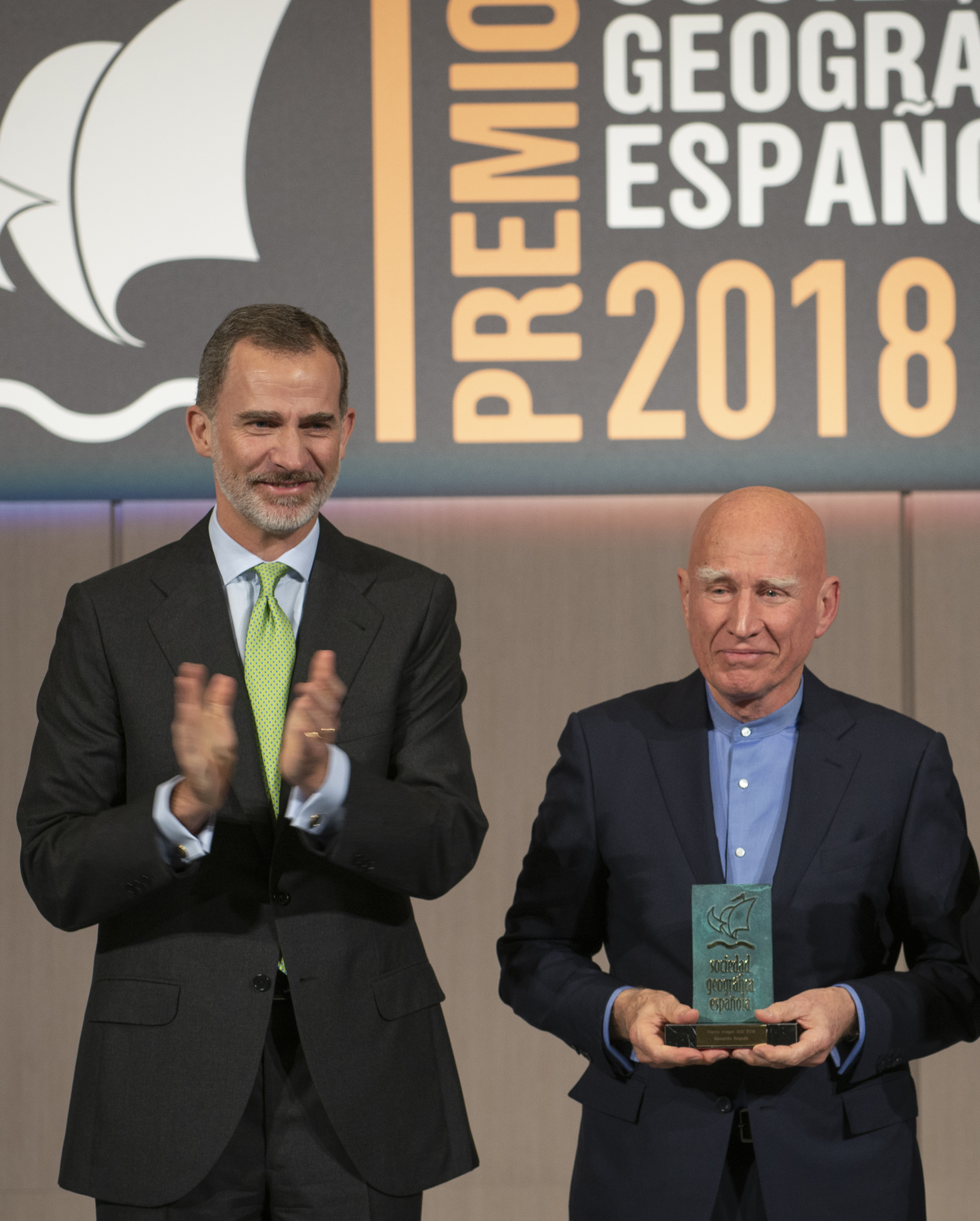
El fotógrafo brasileño Sebastião Salgado recibe el Premio Imagen SGE 2018 de manos del Rey Felipe VI.

PREMIO IMAGEN: 1998: Luis Miguel Domínguez- Documental “Vietnam, vida tras la muerte”; 1999: Juan Echeverría; 2000: Lorenzo Milá-La 2 Noticias; 2001: Cristina García Rodero; 2002: Transglobe Films-Proyecto Kraken; 2003: Canal Viajar; 2004: Hugo Geiger y Francisco Candela; 2005: Fernando Fueyo; 2006: José Manuel Navia; 2007: Pere Ortin – Mbini; 2008: Alberto Schommer; 2009: Angela Fisher y Carol Beckwith; 2010: Yann Arthus-Bertrand; 2011: Javier Trueba “El misterio de los cristales gigantes”; 2012: Gerardo Olivares; 2013: Pedro Saura; 2014:Chema Elósegui; 2015: Tino Soriano; 2016: Aquí la Tierra; 2017: Viggo Mortensen y Perceval Press; 2018: Sebastião Salgado; 2019-2020: Joaquín Gutiérrez Acha y Carlos de Hita (ex aequo); 2021-2022: Judith Prat; 2023: Andoni Canela.
PREMIO VIAJE DEL AÑO: 1998: Miguel Ángel Gordillo; 1999 Chus Lago y Juan Antonio Alegre; 2000: Juan Carlos González; 2001: Transgroenlandia 2001- Larramendi/Naranjo; 2002: Travesía de la Garganta del Yarlung Tsampo; 2003: Mercé Martí; 2004: Jas Mela; 2005: Jordi Llompart; 2006: Viaje conmemorativo de la Nao Victoria; 2007: Los Últimos Indígenas: Expedición África 2007; 2008: Expedición “En busca de los restos de Vilcabamba la Grande”; 2009: Expedición Dome Kang 2009; 2010: Expedición “Baikal, solo en el hielo” de Juan Menéndez Granados; 2011: Expedición Malaspina; 2012 Albert Bosch; 2013: Albert Casals; 2014: Arita Baaijens; 2015: Bertrand Piccard y André Borschberg – Solar Impulse; 2016: Sergio García-Dils; 2017: Expedición Incógnita Patagonia; 2018: Alicia Sornosa; 2019-2020: Vicente Plédel y Marián Ocaña; 2021-2022: Nicolás Zenón; 2023: Héctor Salvador.
PREMIO COMUNICACIÓN: 1998: Revista Viajar; 1999: El País Aguilar “Guías con encanto”; 2000: Siete Leguas “El Mundo”; 2001: Altaïr; 2002: El Legado Andalusí; 2003: Lunwerg Editores; 2004: Librería Deviaje; 2005: Editorial Desnivel; 2006: Revista Quercus; 2007: Miraguano; 2008: Guías Lonely Planet; 2009: Roge Blasco; 2010: Jesús Calleja; 2011: “Madrileños por el mundo”; 2012: Rosa Mª Calaf; 2013: Editorial Adrados; 2014: “El escarabajo verde”; 2015: Editorial Laertes; 2016: Catherine Domain; 2017: Ediciones del Viento; 2018: Atlas Nacional de España (IGN); 2019-2020: Sebastián Álvaro; 2021-2022: Javier Cacho; 2023: Revista 5W.

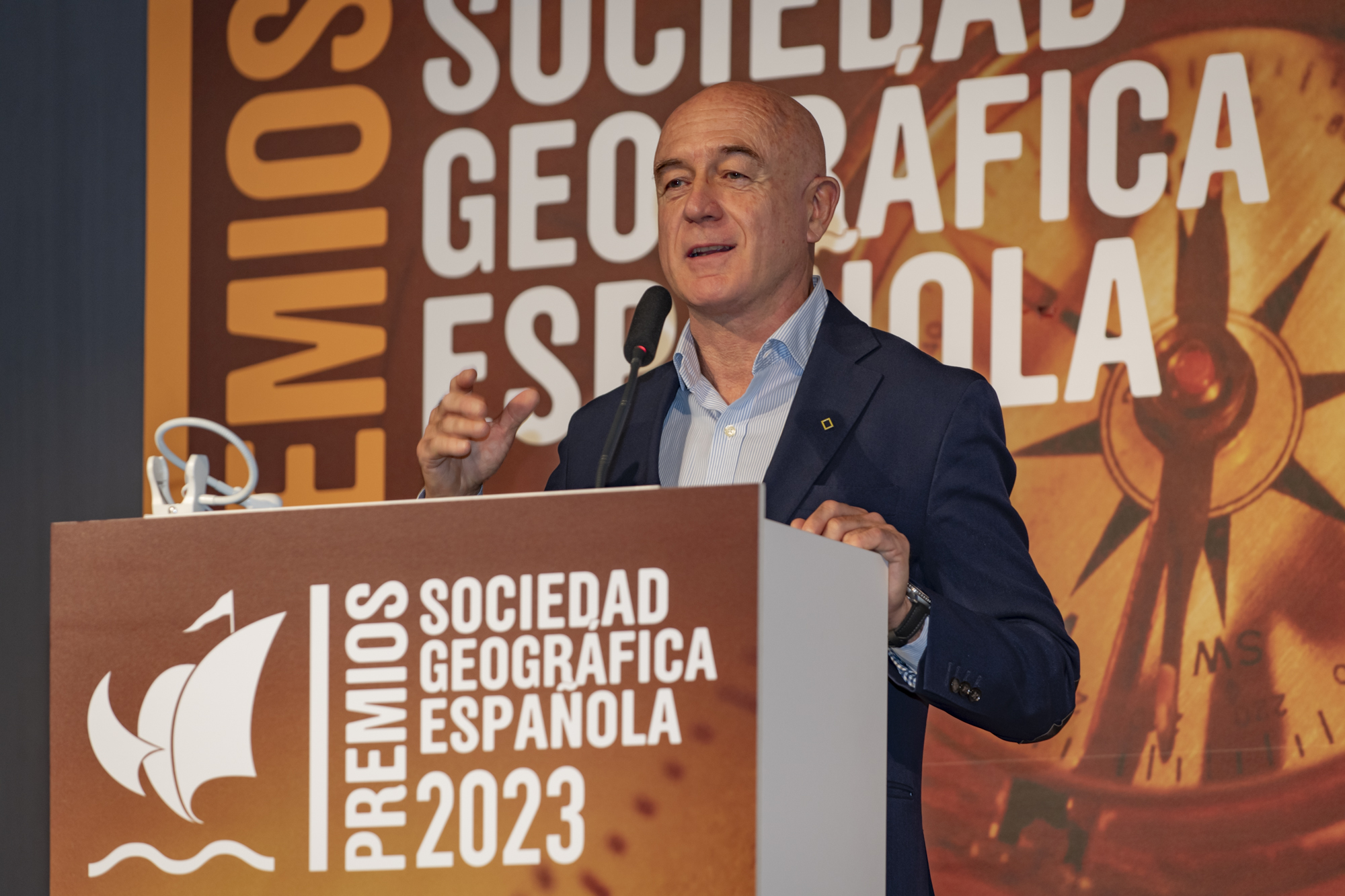
El biólogo y explorador marino Manu San Félix, Premio SGE Iniciativa/Empresa 2023 por sus proyectos sobre la posidonia mediterránea.

PREMIO INICIATIVA-EMPRESA: 1998: Fundación Ferrocarriles Españoles “Vías verdes”; 1999: Paradores de Turismo; 2000: Egmasa; 2001: Fundación Oso Pardo; 2003: Fundación “la Caixa”; 2002: El Corte Inglés; 2004: Prosegur; 2005: Google Earth; 2006: Fundació Territori i Paissatge de Caixa Catalunya; 2007: BBVA; 2008: Barrabés; 2009: Iberia; 2011: Enciclopedia de la vida (EOL); 2012: Acciona; 2013: WIKILOC; 2014: DKV-Fondo Kati; 2015: Boa Mistura; 2016: CARTO; 2017: Programa Copérnico; 2018: Fundación Palarq; 2019-2020: Proyecto Carabela; 2021-2022: Fundación FIEB; 2023: Manu San Félix- proyecto posidonia.
PREMIO INVESTIGACIÓN: 1998: Jesús Garzón; 1999: Servicio de Cartografía de la Universidad Autónoma de Madrid; 2000: Centro Cartográfico del Ejército; 2001: HOMINID. Grupo de Orígenes Humanos; 2002: Felipe Fernández Armesto; 2003: Atlas de los Paisajes de España; 2004: Ramón Folch; 2005: Real Jardín Botánico de Madrid; 2006: Proyecto Djehuty; 2007: Carlos Duarte; 2008: Javier Castroviejo; 2009: Instituto Geográfico Nacional (IGN); 2010: Manuel Domínguez-Rodrigo; 2011: Jorge Alvar; 2012: Enric Sala; 2013: Salima Ikram; 2014: Josep del Hoyo; 2015: Pilar Luna; 2016: Michel André; 2017: Thierry Juteau; 2018: Boyan Slat (The Ocean Cleanup); 2019-2020: José Antonio Sobrino; 2021-2022: Joaquín Díaz; 2023: Eva Villaver.
MIEMBRO DE HONOR: 1999: Juan Oyarzábal; 2000: Jordi Clos; 2001: Jesús González – Green; 2002: César Pérez de Tudela. Póstumo: Orlando Villas-Boas; 2003: Rafael Termes; 2005: Mª Dolores Higueras; 2006: Observatorio Astronómico de la Marina de San Fernando; 2007: SEO / Birdlife; 2008: Claude Lévi-Strauss; 2009: Grupo Espeleológico Edelweiss; 2010: Camino de Santiago; 2011: Cousteau Society; 2012: Servei General d’informaciò de Muntanya; 2013: Agencia Estatal de Meteorología (AEMET); 2014: Instituto Español de Oceanografía (IEO) y Lorenzo del Amo, ex aequo; 2015: Luis Balaguer; 2016: Miguel Ángel Gordillo; 2017: Carmen Sarmiento; 2018: Javier Reverte; 2019-2020: Félix Rodríguez de la Fuente (póstumo); 2021-2022: Silvia Vidal; 2023: Julio Villar.
PREMIO PATRIMONIO GEOGRÁFICO: 2014: Guadarramismo; 2015: Morabitismo
MENCIÓN ESPECIAL DEL JURADO: 2021-2022: Especies migratorias; 2023: Los valores del alpinismo. Sito Carcavilla: rescate de Carlos Soria en el Dhaulagiri.

## Creación de la Sociedad
El día 12 de octubre de 1997, el periodista y escritor Jos Martín reunió a trece personas relacionadas con el mundo de la geografía y los viajes en una comida celebrada en la biblioteca del Hotel Intercontinental de Madrid. Se trataba de crear la Sociedad Geográfica Española siguiendo la estela de las sociedades geográficas decimonónicas, aunque con los medios del siglo XXI. Se ofreció la presidencia a Luis Carandell, como miembro de más edad, aunque él rehusó aceptarla. La Junta directiva quedó entonces formada de la siguiente manera: presidente, Jesús Torbado; vicepresidentes, Pedro Páramo y Cristina Morató; secretario general, Jos Martín; tesorera, Matilde Torres; directores de área, Luis Carandell, Javier Martínez Reverte, Enric Bou, Manuel Leguineche, Juan Gabriel Pallarés, José Antonio Pujante, Ana Puértolas, Luis Pancorbo y Lola Escudero. Un año después, en 1998, apareció el primer boletín de la SGE coincidiendo con la cena de entrega de los premios SGE, celebrada en el Palacio de Fernán Núñez, propiedad de la Fundación de los Ferrocarriles Españoles, entidad que cedió una parte del Palacio para convertirla en sede de la Sociedad. La actual sede está en el Instituto Geográfico Nacional de Madrid.
Los galardonados el primer año fueron Thor Heyerdahl (Premio Internacional); Josefina Castellví (Premio Nacional); la Fundación de los Ferrocarriles Españoles (Premio Iniciativa); Jesús Garzón (Premio Investigación), la revista Viajar (Premio Letra Impresa), Luis Miguel Domínguez (Premio Imagen) y Miguel Ángel Gordillo (Premio Viaje del año). Entre los premiados en suscesivas ediciones están, entre otros, David Attenborough, Carol Beckwith y Angela Fisher, Pedro Duque, Reinhold Messner, Borge Ousland, Colin Thubron, Arita Baaijens, contando entre los españoles a Eduardo Martínez de Pisón, Josefina Gómez Mendoza, Carlos Soria, Juanito Oiarzabal, Edurne Pasaban, Jacob Petrus, etc.